# Sidi Aoun
Sidi Aoun là một đô thị thuộc tỉnh El Oued, Algérie. Dân số thời điểm năm 2002 là 10.018 người.